# Zhangzhung (rike)
Zhangzhung, eller Shangshung, var ett kungarike och en kultur i västra och nordvästra Tibet, som föregick den tibetanska buddhismen. Kulturen förknippas med Bön-religionen, som i sin tur har påverkat både filosofin och det praktiska utövandet inom den tibetanska buddhismen. 
Zhangzhung-folket omnämns flitigt i äldre tibetanska texter som det ursprungliga folket i centrala och västra Tibet. Emellertid var det först i slutet av 1990-talet som arkeologerna fått tillåtelse att utforska områdena som behärskades av zhangzhung. I samband med detta har kopplingar hittats mellan zhangzhung och en järnålderskultur på Changtang-platån i nordvästra Tibet.

## Zhangzhungrikets utbredning

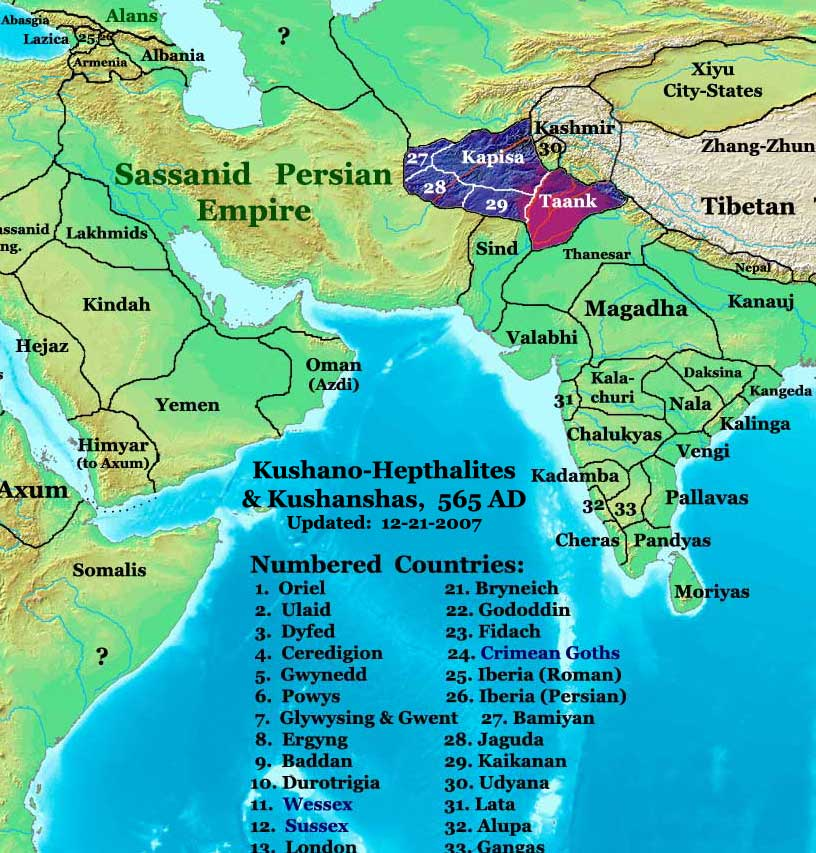
Kungariken år 565 e.Kr.

Enligt Annals of Lake Manasarowar ska Zhangzhung-kulturen som mest ha bestått av 18 kungariken I västra och nordvästra delen av Tibet. Centrum för kulturen låg vid det heliga berget Kailash och sträckte sig västerut till Skytien och nuvarande Ladakh och Baltistan, sydväst till Jalandhar, söderut till kungadömet Mustang i Nepal, österut till och med centrala Tibet och slutligen norrut över Chang Tang-platån och Taklamakanöknen till det forntida kungadömet Shanshan.  Zhangzhung-kulturen kontrollerade då stora delar av “världens tak”.
Enligt traditionen bestod Zhangzhung av tre regioner: sGob-ba, den yttre; Phug-pa, den inre; och Bar-ba, den mittersta. Den yttre är vad vi numera kallar västra Tibet, från Gilgit i väster till Dangs-ra khyung-rdzong i öster, vid sjön gNam-mtsho, och från oasstaden Khotan i norr till Chu-mig brgyad-cu rtsa-gnyis i söder. Den inre regionen har benämnts sTag-gzig (Tazig), som förmodligen åsyftade på Baktrien. Ännu mer oklart är vad den mittersta regionen, rGya-mkhar bar-chod, omfattade. Om riket verkligen varit så stort är osäkert, men det anses däremot fastslaget att det varit ett självständigt kungarike som täckte hela västra Tibet.
Huvudstaden i Zhangzhung var Khyunglung (wylie-translitterering Khyunglung Ngülkhar eller Khyung-lung dngul-mkhar), söder om Kailash.
Enligt Rolf Alfred  Stein, författare till “Tibetan Civilization” var Zhangzung att betrakta som främmande territorium för tibetaner.
En krönika över Ladakh som sammanställdes på 1600-talet, “La dvags rgyal rabs” (med den ungefärliga betydelsen “Krönikan över Ladakhs kungar”) och skildrade gränsen mot Zhangzhung som uråldrig och välkänd. Verket översattes till engelska av A. H. Francke och publicerades I Calcutta 1926 med titeln “Antiquities of Indian Tibet”.